# Bahrain-Merida/Saison 2017
Diese Liste beschreibt die Mannschaft und die Erfolge des Radsportteams Bahrain-Merida in der Saison 2017.

## Erfolge in der UCI WorldTour
In der Saison 2017 gelangen dem Team nachstehende Erfolge in der UCI WorldTour.
| Datum      | Rennen                    | Sieger          |
| ---------- | ------------------------- | --------------- |
| 6. März    | 2. Etappe Paris-Nizza     | Sonny Colbrelli |
| 23. Mai    | 16. Etappe Giro d’Italia  | Vincenzo Nibali |
| 21. August | 3. Etappe Vuelta a España | Vincenzo Nibali |
| 7. Oktober | Il Lombardia              | Vincenzo Nibali |

## Erfolge in der UCI America Tour
In der Saison 2017 gelangen dem Team nachstehende Erfolge in der UCI America Tour.
| Datum      | Rennen                                       | Kat. | Sieger               |
| ---------- | -------------------------------------------- | ---- | -------------------- |
| 25. Januar | 3. Etappe Vuelta Provincia de San Juan (EZF) | 2.1  | Ramunas Navardauskas |

## Erfolge in der UCI Asia Tour
In der Saison 2017 gelangen dem Team nachstehende Erfolge in der UCI Asia Tour.
| Datum   | Rennen                    | Kat. | Sieger             |
| ------- | ------------------------- | ---- | ------------------ |
| 28. Mai | 8. Etappe Japan-Rundfahrt | 2.1  | Jon Ander Insausti |

## Erfolge in der UCI Europe Tour
In der Saison 2017 gelangen dem Team nachstehende Erfolge in der UCI Europe Tour.=
| Datum         | Rennen                           | Kat. | Sieger            |
| ------------- | -------------------------------- | ---- | ----------------- |
| 12. April     | Pfeil von Brabant                | 1.HC | Sonny Colbrelli   |
| 18.–23. April | Gesamtwertung Kroatien-Rundfahrt | 2.1  | Vincenzo Nibali   |
| 14. September | Coppa Bernocchi                  | 1.1  | Sonny Colbrelli   |
| 30. September | Giro dell’Emilia                 | 1.HC | Giovanni Visconti |

## Erfolge in den Nationalen Straßen-Radsportmeisterschaften
In den Rennen der Nationalen Straßen-Radsportmeisterschaften 2017 konnte das Team nachstehende Titel erringen.
| Datum    | Rennen                                       | Sieger       |
| -------- | -------------------------------------------- | ------------ |
| 23. Juni | Äthiopische Meisterschaft – Einzelzeitfahren | Tsgabu Grmay |

## Mannschaft
| Teamkader 2017                                | Teamkader 2017     | Teamkader 2017 | Teamkader 2017                       |
| Name                                          | Geburtsdatum       | Land           | Vorheriges Team                      |
| --------------------------------------------- | ------------------ | -------------- | ------------------------------------ |
| Valerio Agnoli                                | 6. Januar 1985     | Italien        | Astana (2016)                        |
| Yukiya Arashiro                               | 22. September 1984 | Japan          | Lampre-Merida (2016)                 |
| Manuele Boaro                                 | 12. März 1987      | Italien        | Tinkoff (2016)                       |
| Grega Bole                                    | 13. August 1985    | Slowenien      | Nippo-Vini Fantini (2016)            |
| Niccolò Bonifazio                             | 29. Oktober 1993   | Italien        | Trek-Segafredo (2016)                |
| Borut Božič                                   | 8. August 1980     | Slowenien      | Cofidis, Solutions Crédits (2016)    |
| Janez Brajkovič                               | 18. Dezember 1983  | Slowenien      | UnitedHealthcare (2016)              |
| Ondřej Cink                                   | 7. Dezember 1990   | Tschechien     |                                      |
| Sonny Colbrelli                               | 17. Mai 1990       | Italien        | Bardiani CSF (2016)                  |
| Feng Chun-kai                                 | 2. November 1988   | Chinese Taipei | Lampre-Merida (2016)                 |
| Iván García Cortina                           | 20. November 1995  | Spanien        | Klein Constantia (2016)              |
| Enrico Gasparotto                             | 22. März 1982      | Italien        | Wanty-Groupe Gobert (2016)           |
| Tsgabu Grmay                                  | 25. August 1991    | Äthiopien      | Lampre-Merida (2016)                 |
| Heinrich Haussler                             | 25. Februar 1984   | Australien     | IAM Cycling (2016)                   |
| Jon Ander Insausti                            | 13. Dezember 1992  | Spanien        | Euskadi Basque Country-Murias (2016) |
| Ion Izagirre                                  | 4. Februar 1989    | Spanien        | Movistar Team (2016)                 |
| Javier Moreno                                 | 18. Juli 1984      | Spanien        | Movistar Team (2016)                 |
| Ramūnas Navardauskas                          | 30. Januar 1988    | Litauen        | Cannondale-Drapac (2016)             |
| Antonio Nibali                                | 23. September 1992 | Italien        | Nippo-Vini Fantini (2016)            |
| Vincenzo Nibali                               | 14. November 1984  | Italien        | Astana (2016)                        |
| Domen Novak                                   | 12. Juli 1995      | Slowenien      | Adria Mobil (2016)                   |
| Franco Pellizotti                             | 15. Januar 1978    | Italien        | Androni Giocattoli-Sidermec (2016)   |
| David Per                                     | 13. Februar 1995   | Slowenien      | Adria Mobil (2016)                   |
| Luka Pibernik                                 | 23. Oktober 1993   | Slowenien      | Lampre-Merida (2016)                 |
| Kanstantsin Siutsou                           | 9. August 1982     | Belarus        | Dimension Data (2016)                |
| Giovanni Visconti                             | 13. Januar 1983    | Italien        | Movistar Team (2016)                 |
| Wang Meiyin                                   | 26. Dezember 1988  | China          | Wisdom-Hengxiang Cycling Team (2016) |
| Andrea Garosio (1. Aug.–31. Dez., Stagiaire)  | 12. Juni 1993      | Italien        |                                      |
| Mark Padun (1. Aug.–31. Dez., Stagiaire)      | 6. Juli 1996       | Ukraine        | Colpack (2017)                       |
| Andrea Toniatti (1. Aug.–31. Aug., Stagiaire) | 13. August 1992    | Italien        |                                      |
|                                               |                    |                |                                      |
| Quellen: ProCyclingStats Cycling Quotient     |                    |                |                                      |